# Vilela (Paredes)
Vilela é uma vila portuguesa, sede da Freguesia de Vilela, do Município de Paredes, freguesia que tem 3,79 km² de área e 4739 habitantes (censo de 2021). A sua densidade populacional é, assim, de 1 250,4 hab./km²
A povoação de Vilela foi elevada à categoria de vila em 2003-08-26.

## Demografia
A população da freguesia registada nos censos foi:
| Distribuição da População por Grupos Etários | Distribuição da População por Grupos Etários | Distribuição da População por Grupos Etários | Distribuição da População por Grupos Etários | Distribuição da População por Grupos Etários |
| -------------------------------------------- | -------------------------------------------- | -------------------------------------------- | -------------------------------------------- | -------------------------------------------- |
| Ano                                          | 0-14 Anos                                    | 15-24 Anos                                   | 25-64 Anos                                   | > 65 Anos                                    |
| 2001                                         | 1285                                         | 940                                          | 2508                                         | 347                                          |
| 2011                                         | 1084                                         | 789                                          | 2812                                         | 475                                          |
| 2021                                         | 708                                          | 687                                          | 2684                                         | 660                                          |

## Figuras ilustres
- Padre João Mateus